# کرویدوات
کرویدوات (انگلیسی: Kruidvat) شرکت خرده‌فروشی هلندی است، که در سال ۱۹۷۵ تأسیس شد.